# Сулеймания (мухафаза)
Сулеймани́я (араб. السليمانية‎) — мухафаза на севере Ирака с преимущественно курдским населением. Административный центр — город Сулеймания. Другие крупные города — Чамчамаль, Халабджа, Рания, Калъат-Диза, Пенджвин, Келлар, Дарбандихан. С 1991 г. — в составе Свободного Курдистана (ныне Курдский автономный район). Управляется администрацией Патриотического Союза Курдистана.

## Округа

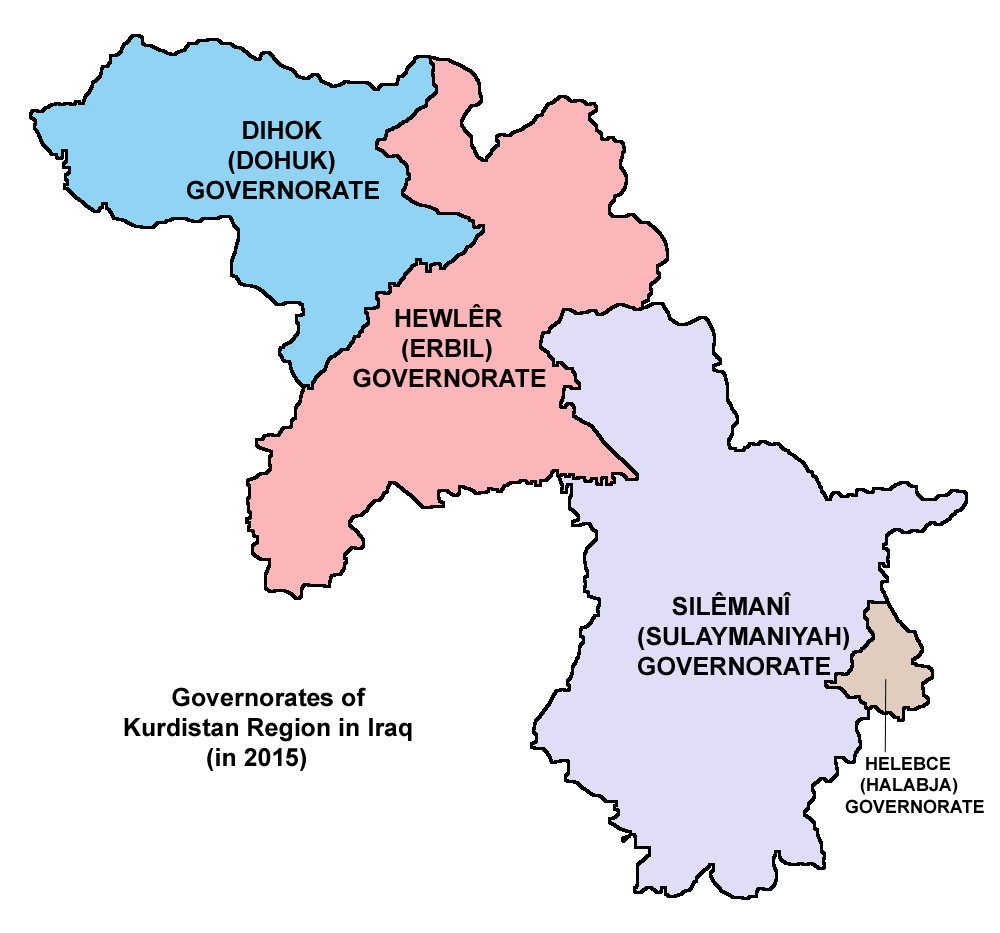
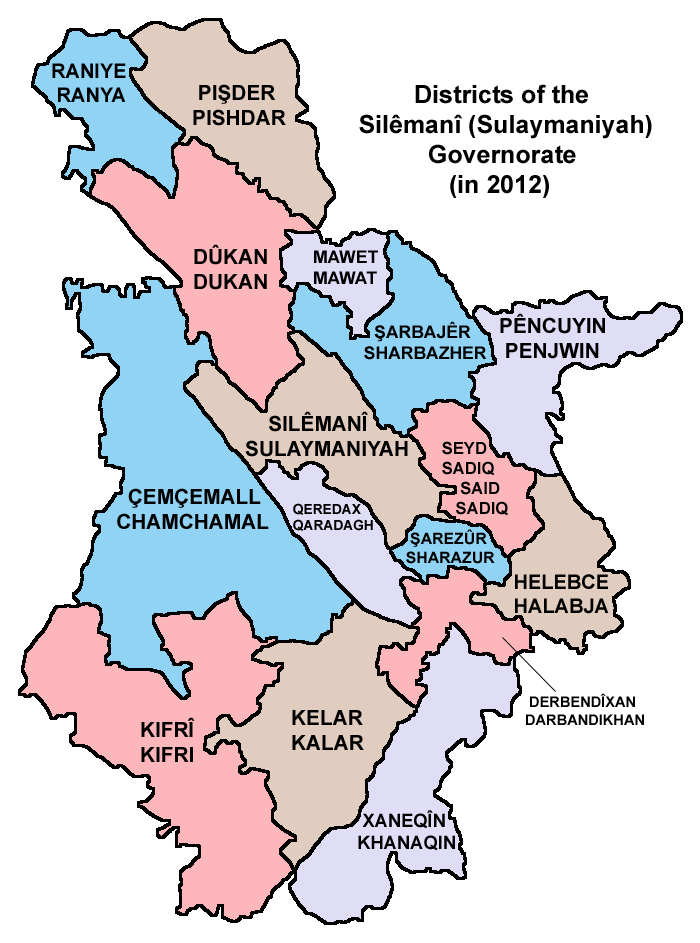

- Мават
- Карадаг
- Дукан
- Пенджвин
- Рания
- Пишдар
- Шарбажер
- Шаразур
- Саидсадик
- Халабджа